# Génération Séries
Génération Séries était une revue trimestrielle en français sur les séries télévisées. Elle fut créée en 1991 par Christophe Petit et Christophe Renaud et ses rédacteurs étaient des spécialistes passionnés, essentiellement bénévoles. Le dernier numéro paru est le n° 47 en juillet 2004.
La revue s'était donné pour but de parler des « grandes séries » (anciennes et récentes) et de les faire découvrir aux lecteurs au travers de dossiers, guides d'épisodes et d'interviews. Elle était distribuée en kiosque, en librairie spécialisée, par abonnement et vente de numéros par correspondance. Ses rédacteurs voulaient rapprocher le ton de la revue de celui d'un magazine de cinéma consacré aux séries.
À noter que des collaborateurs de Génération Séries ont lancé un nouveau magazine, mensuel et plus porté sur l'actualité des séries : Épisode.  
Génération Séries a cessé de paraître à cause de problèmes financiers causés par une baisse des ventes en kiosque.
Le principe de cette revue a été développé sur un site consultable en ligne.